# Retuscherade avslag

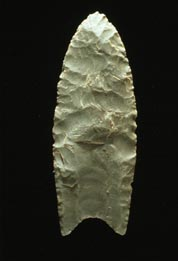
Spjutspets från Cloviskulturen

Retuscherade avslag är avslag av flinta eller annan sten, som visar spår av retuschering, antingen genom bearbetning eller genom förslitning under användning. Det kan ge en intressant inblick i redskapens historia, då skickliga arkeologer kan skilja mellan bruksretusch och retuschering vid tillverkningen. Retuscherade avslag är en term som använts för föremål som inte kan bestämmas att vara ett speciellt redskap men ända visar upp en retusch som visar att de har formats eller använts i något syfte.

## Termen förklarad i SAOB
Termen definieras i Svenska Akademiens Ord Bok RETUSCH: 2) arkeologi lätt slag varmed ytan eller synnerhet kanten av ett flintföremål bearbetas för att göra den jämnare eller åstadkomma en egg; även konkretare: märke av eller inbuktning i ytan, åstadkommen genom dylikt slag; jämför RETUSCHERA 2. I den mot slagbulan motsatta änden (av flintredskapet) är genom retuscher bildad en skrapegg. Ymer 1905, s. 119. Ett annat stycke (flinta, som utgör ett stenåldersfynd från Nordsyrien) har en sida fullkomligt rå men är runtom nästan i hela kanten försedd med goda retuscher. Fornvännen 1908, sidan 5 (utskrivna förkortningar och moderniserat språk)
Hela texten i Fornvännen 1908 lyder: Ett annat stycke har en sida fullkomligt rå men är runtom nästan i hela kanten försedd med goda retuscher, som på ett ställe har anbragts så, att de ge flintan formen av en kort pryl. (fig. 8). Alltså har redskapets form skapats med retuscher.

## Avsiktlig retuschering
När ett stenredskap uppvisar retuscheringar som inte skapats genom användning, utan genom slag för att forma det. De är ofta lite kraftigare märken än bruksretuscheringar, och ser mer konstgjorda ut. Skrapor har oftast retusch som bildar en bredare egg att skrapa med.  Knivar kan ha retusch på den sida som den hölls i handen för att inte vara så vassa. Med retusch formades mikrospånen till önskad form. Man kan se retuscheringen på bland annat spånknivar som huggits om. Då har eggen små ärr kvar efter uppskärpningen.

## Bruksretuschering
Bruksretuschering är då ett flintredskap fått en retusch genom användning. Till exempel kan retuschering uppstå på en skrapa som använts mycket att skrapa hudar, eller en yxa som ofta använts mot hårda underlag men det ska inte förväxlas med eggskador där större bitar av eggen slås av. Retuscheringen har inte skapats avsiktligt, utan visar att redskapen har använts flitigt och blivit slitna. Bruksretuscheringen kan ge intressanta upplysningar till arkeologerna, till exempel kan man i ett depåfynd se om föremålen lagts i jorden när de var nytillverkade eller om de varit använda. De kan också ge upplysningar om till vilken aktivitet föremålet har använts.